# 竜の口橋りょう
竜の口橋りょう（たつのくちきょうりょう）は、宮城県仙台市の広瀬川（竜ノ口沢）に架かる橋。

## 概要
下層に仙台市地下鉄東西線（鉄道）、上層に川内旗立線（道路）を通すダブルデッキ（鉄道道路併用橋）トラス橋。当橋梁を境に、南東（八木山動物公園駅方面）は太白区、北西（青葉山駅方面）は青葉区となる。
全長202 m（トラス橋部分 124 m）。二重層による鉄道道路併用トラス橋は、瀬戸大橋・関西国際空港連絡橋に続く3例目。

### 仙台市地下鉄東西線
下層を通る。八木山動物公園駅 - 青葉山駅間に位置し、青葉山駅方面へは4.0 %の下り勾配となっている。

### 川内旗立線
上層を通る。川内と八木山・山田自由ケ丘を結ぶ都市計画道路のルート上に位置するが、当橋梁が位置する「竜の口第二工区」の開通時期は未定。
幅員19.6 mで、片側にのみ歩道が設けられるが、開通の見通しが立っていないことから、準備工事のみに留まる。上層は下に折れた形状をしており、川内方面へは途中までは下層と同じ4.0 %の下り勾配、橋の中間点を過ぎたあたりからは傾斜がやや緩やかな、2.56 %の下り勾配となる。

## 沿革
- 2005年9月 - 仙台市、鉄道道路併用橋として整備することを都市計画決定。
- 2008年度 - 工事着工。
- 2014年
  - 4月30日 - 土木工事完了。
  - 10月 - 軌道・リアクションプレート等の敷設が完了[3]。
- 2015年12月6日 - 地下鉄東西線開業。

予定
- 時期未定 - 川内旗立線竜の口第二工区開通予定。